# VBC Cheseaux
VBC Cheseaux är en volleybollklubb från Cheseaux-sur-Lausanne, Schweiz. Klubben grundades 1986. Den steg sedan raskt genom seriesystem för att 1993 debutera i Nationalliga A.. Deras (2022) senaste sejour i högstaserien började säsongen 2013-2014.